# Allia
Allia je malá řeka v Itálii.

## Průběh toku
Je levým přítokem Tibery. Ústí do ní 10 km severně od Říma.

## Historie
Řeka je známá díky bitvě na řece Allia, která proběhla 18. července 390 př. n. l. a v níž byli Římané poraženi Sennonskými Galy.